# Raúl Herrera
Raúl Luis Fernando Herrera Herrera (San Gregorio, Provincia de Ñuble, 15 de agosto de 1932), es un cirujano dentista y político chileno, ex diputado, concejal desde el año 1996 hasta 2000 por San Fernando (Chile) y ex intendente de la Región del Libertador General Bernardo O'Higgins.

## Matrimonio e hijos
Sus padres fueron Julio Herrera Toro y Estelia del Carmen Herrera. Estudió en la Universidad de Chile cirujano dentista.
Se casó el 27 de diciembre de 1957 con Carmen Jordán López, quien también es cirujano dentista, fallecida el 26 de diciembre de 2023. Cuñado suyo fue el ex presidente de la Corte Suprema de Chile Servando Jordán.
Tuvieron cuatro hijos: Consuelo, Raúl, Pablo y Carmen Laura (fallecida el 7 de diciembre de 2023).

## Vida pública

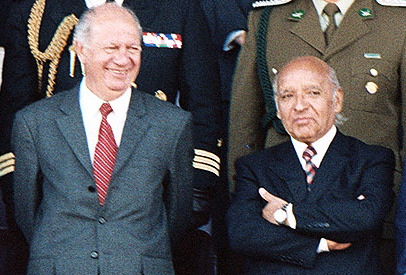
Herrera, como intendente de O'Higgins, y el presidente Ricardo Lagos durante la celebración del 187.º aniversario de la batalla de Rancagua, 2 de octubre de 2001.

Fue elegido diputado por la Décima Agrupación Departamental, San Fernando y Santa Cruz, por el partido PDC, en el período 1973-1977; integró la Comisión Permanente de Salud Pública; y la de Agricultura y Colonización. El golpe militar del 11 de septiembre de 1973, puso término anticipado al período. El Decreto-Ley 27, de 21 de septiembre de ese año, disolvió el Congreso Nacional y declaró cesadas las funciones parlamentarias a contar de la fecha. Como dirigente de la DC en la provincia de Colchagua, fue un vocal opositor del gobierno de Salvador Allende y dio su beneplácito, tras el golpe de Estado de 1973, a la nueva administración totalitaria.
En octubre de 1996, fue candidato a Concejal por San Fernando, resultando electo por el período 1996 - 2000. Fue nombrado Intendente de la Región de O'Higgins por el entonces Presidente de la República, Ricardo Lagos Escobar.
Exmilitante de la Democracia Cristiana, pasó a ser luego militar en el Partido Regionalista de los Independientes (2006) junto a otros seguidores de Adolfo Zaldívar, cuando este fue expulsado de la tienda DC. Fue el presidente regional y vicepresidente nacional del Partido Regionalista de los Independientes, hasta su retiro del partido en 2018.

## Historial electoral

### Elecciones parlamentarias de 1973
- Elecciones parlamentarias de 1973 para la 10ª Agrupación Departamental, San Fernando y Santa Cruz.[5] (Se han agregado los candidatos más relevantes).

| Candidato                                 | Partido                    | Votos  | %       | Resultado |
| ----------------------------------------- | -------------------------- | ------ | ------- | --------- |
| A. Confederación de la Democracia         |                            |        |         |           |
| Fernando Maturana Erbetta                 | PN                         | 6800   | 10,75 % |           |
| Maximiano Errázuriz                       | PN                         | 11 891 | 18,80 % | Diputado  |
| Fernando Cancino Téllez                   | PDC                        | 7340   | 11,61 % |           |
| Raúl Herrera Herrera                      | PDC                        | 9610   | 15,20 % | Diputado  |
| Votos de Lista                            | CODE                       | 280    | 0,44 %  |           |
| B. Unidad Popular                         |                            |        |         |           |
| Juan Codelia Díaz                         | MAPU                       | 4152   | 6,56 %  |           |
| Silvia Costa Espinoza                     | PCCh                       | 5735   | 9,07 %  | Diputada  |
| Héctor Ríos Ríos                          | PR                         | 3661   | 5,79 %  |           |
| Joel Marambio Páez                        | PS                         | 13 264 | 20,97 % | Diputado  |
| Votos de Lista                            | UP                         | 306    | 0,48 %  |           |
| C. Unión Socialista Popular               |                            |        |         |           |
| Miguel Lorca Zamorano                     | USOPO                      | 201    | 0,32 %  |           |
| Votos válidamente emitidos                | Votos válidamente emitidos | 63 240 | 98,86 % |           |
| Votos nulos                               | Votos nulos                | 534    | 0,83 %  |           |
| Votos en blanco                           | Votos en blanco            | 196    | 0,31 %  |           |
| Total de votos emitidos                   | Total de votos emitidos    | 63 970 | 100 %   |           |
| Fuente: Dirección del Registro Electoral. |                            |        |         |           |

### Elecciones parlamentarias de 1989
- Elecciones Diputados 1989 distrito 34 (San Fernando, Chimbarongo, Las Cabras, Peumo, Pichidegua, San Vicente de Tagua Tagua).[6] (Se han agregado los candidatos más relevantes).

| Candidato                  | Pacto                      | Partido | Votos  | Porcentaje % | Resultado |
| -------------------------- | -------------------------- | ------- | ------ | ------------ | --------- |
| Hugo Rodríguez Guerrero    | Concertación               | PDC     | 19.798 | 22,45        | Diputado  |
| Raúl Herrera Herrera       | Concertación               | PDC     | 17.431 | 19,76        |           |
| Aquiles Cornejo Cornejo    | Democracia y Progreso      | RN      | 14.512 | 16,45        |           |
| Juan Masferrer Pellizzari  | Democracia y Progreso      | UDI     | 17.987 | 20,39        | Diputado  |
| Francisco Fernández Flores | Liberal-Socialista Chileno | PL      | 3.940  | 4,47         |           |
| José Figueroa Jorquera     | Unidad para la Democracia  | PAIS    | 14.527 | 16,47        |           |

### Elecciones municipales de 1996
- Elecciones Municipales de 1996, para San Fernando[7] (Se han agregado los candidatos más relevantes).

| Candidato                   | Pacto                          | Partido | Votos | %     | Resultado |
| --------------------------- | ------------------------------ | ------- | ----- | ----- | --------- |
| José Figueroa Jorquera      | La Izquierda                   | PC      | 5.870 | 13,07 | Concejal  |
| Aquiles Cornejo Cornejo     | Alianza                        | RN      | 7.886 | 26,36 | Alcalde   |
| Manuel Maturana Ubilla      | Alianza                        | RN      | 1.236 | 4,13  | Concejal  |
| Marta Cádiz Coppia          | Alianza                        | RN      | 1.008 | 3,37  | Concejal  |
| Raúl Herrera Herrera        | Concertación por la Democracia | PDC     | 3.678 | 12,30 | Concejal  |
| Sergio Wartenberg Hernández | Concertación por la Democracia | PRSD    | 2.478 | 8,28  | Concejal  |